# Tipo 209
El Tipo 209 es un clase de submarinos de ataque diésel/eléctricos desarrollados por el consorcio Howaldtswerke Deutsche Werft AG en Kiel, Alemania.

## Historia operacional
Aunque diseñados y construidos en Alemania nunca han operado en la marina de dicho país pero sí han sido un éxito de exportación. La Armada Argentina fue la única que entró en operaciones de combate real con estos submarinos durante el Conflicto del Atlántico Sur (1982) atacando en tres oportunidades blancos británicos. Durante las acciones, hubo fallos de las computadoras de a bordo y el sistema de torpedos filoguiados. No obstante, el ARA San Luis (S-32), único desplegado a la zona de operaciones, pudo patrullar el área casi todo el tiempo sin ser detectado.

## Variantes
Cinco variantes de esta clase de submarinos han sido producidas: Tipo 209/1100, Tipo 209/1200, Tipo 209/1300, Tipo 209/1400 y Tipo 209/1500.
Los U-209PN ordenados por la Armada de Portugal son los actualmente Tipo 214.
Los países que operan las distintas clases de los submarinos Tipo 209 son: Argentina, Brasil, Perú, Chile, Colombia, Ecuador, Venezuela, Grecia, Indonesia, Sudáfrica, Corea del Sur y Turquía.
El primer usuario fue la Armada de Grecia, que opera cuatro submarinos del Tipo 209/1100 y 4 del Tipo 209/1200. La Armada de Turquía es la mayor usuaria de esta clase de submarinos, ya que cuenta con seis Tipo 209/1200 y ocho Tipo 209/1400.
Los Tipo 209 generalmente son armados con 14 torpedos y los usados por Grecia, Corea del Sur y Turquía fueron adaptados para lanzar misiles antibuque Sub-Harpoon, mientras que los 2 Tipo 209-1400 L de la Armada de Chile han sido recientemente actualizados y han sido dotados con la capacidad de lanzar misiles SM39 Exocet, para así homologar este tipo de armamento en su flota de submarinos, junto con los 2 Clase Scorpène que posee su armada. Muchas marinas han actualizado sus submarinos y es posible instalar un nuevo sistema de propulsión llamado AIP (por Air Independent Propulsion o Propulsión independiente del aire).

## Modernizaciones
Entre el 2007 y 2009, Se le realizó una modernización de sistemas de las 2 unidades Clase 209/1400 de la Armada de Chile, el Comandante Thomson SS-20 y el Capitán Simpson SS-21, que incluía el cambio de electrónica, sonares y sistemas de mando y control, con la capacidad de lanzar los torpedos pesados Blackshark mod 3 Actualmente está integrado en la Fuerza de Submarinos con puerto base en Talcahuano.
Como parte del plan de fortalecimiento de las Fuerzas Armadas Ecuatorianas desde el año 2008 hasta el 2014, los submarinos Clase 209/1300 de la Armada fueron modernizados en los astilleros de ASMAR en Chile, con un costo total de 125 millones de dólares, concluyó el proyecto denominado “Albacora”, que contempló la modernización y ampliación de capacidades bélicas que comprenderá la integración del sistema de mando táctico SUBTICS del fabricante francés Thales, junto con la adaptación de los sumergibles ecuatorianos para el lanzamiento de torpedos pesados Tigershark y misiles Exocet SM39, Estos últimos pueden ser disparados mientras los submarinos navegan sumergidos, estos trabajos se realizaran en el BAE “Shyri”, y su gemelo, el BAE “Huancavilca”.
En el año 2017, Servicios Industriales de la Marina (SIMA-CALLAO) de la Marina de Guerra del Perú con la supervisión técnica de ThyssenKrupp Marine Sistems, inició un ambicioso proyecto de modernización de 4 submarinos Clase 209/1200, para el año 2018 se había realizado el corte del casco en dos secciones del BAP Chipana (SS-34), con el fin de facilitar el trabajo de desmontaje y extracción de sistemas, equipos y sensores.

## Especificaciones de cada tipo

### Tipo 209/1100
Desplazamiento (sumergidos): 1207 toneladas
Dimensiones: 54,1 x 6,2 x 5,9 m
Propulsión: Diésel-eléctrica, 4 diésel, 1 eje, 5000 CV
Velocidad (superficie): 11 nudos
Velocidad (sumergido): 21,5 nudos
Autonomía (superficie): 10 000 millas náuticas @ 10 nudos
Autonomía (snorkel): 8000 millas náuticas @ 10 nudos
Autonomía (sumergido): 400 millas náuticas @ 4 nudos
Autonomía en días: 50 días
Profundidad máxima: 300 m
Armamento: 8 tubos lanzatorpedos de 553 mm, 14 torpedos, posibilidad de integración del misil Sub-Harpoon
Tripulación: 31

### Tipo 209/1200
Desplazamiento (sumergidos): 1285 t
Dimensiones: 55,9 x 6,3 x 5,5 metros
Propulsión: Diésel-eléctrica, 4 motores diésel, 1 eje, 5000 CV
Velocidad (superficie): 11 nudos
Velocidad (sumergido): 21,5 nudos
Autonomía (superficie): 10 000 millas náuticas @ 10 nudos
Autonomía (snorkel): 8000 millas náuticas @ 10 nudos
Autonomía (sumergido): 400 millas náuticas @ 4 nudos
Autonomía en días: 50 días
Profundidad máxima: 300 metros
Armamento: 8 tubos lanzatorpedos de 553 mm, 14 torpedos, posibilidad de integración del misil Sub-Harpoon
Tripulación: 33

### Tipo 209/1300
Desplazamiento (sumergidos): 1390 t

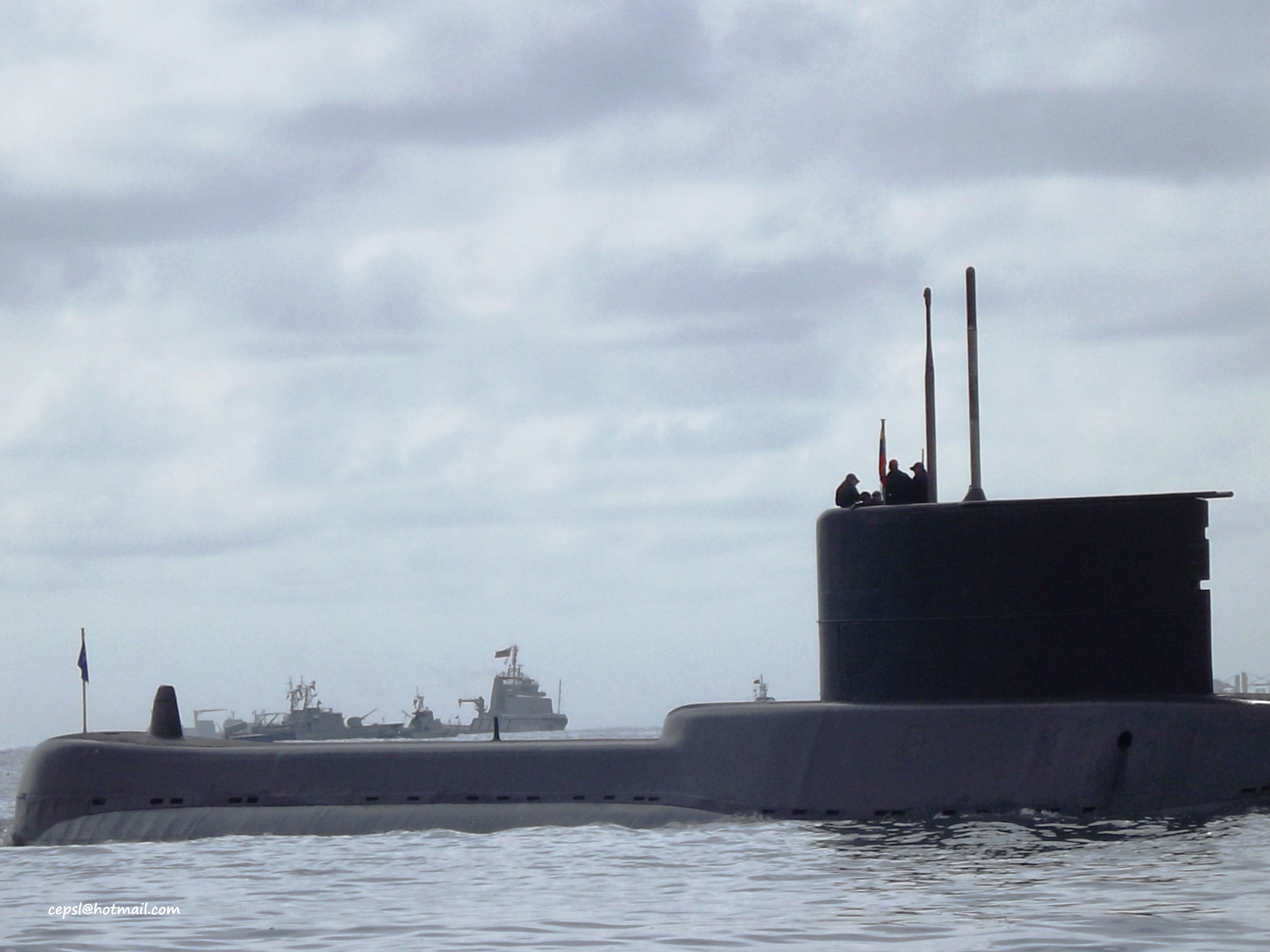
Submarino Oceánico Tipo U-209 S-31 Sabalo

Dimensiones: 59,5 x 6,2 x 5,5 metros
Propulsión: Diésel-eléctrica, 4 motores diésel, 1 eje, 5000 CV
Velocidad (superficie): 11 nudos 
Velocidad (sumergido): 21,5 nudos

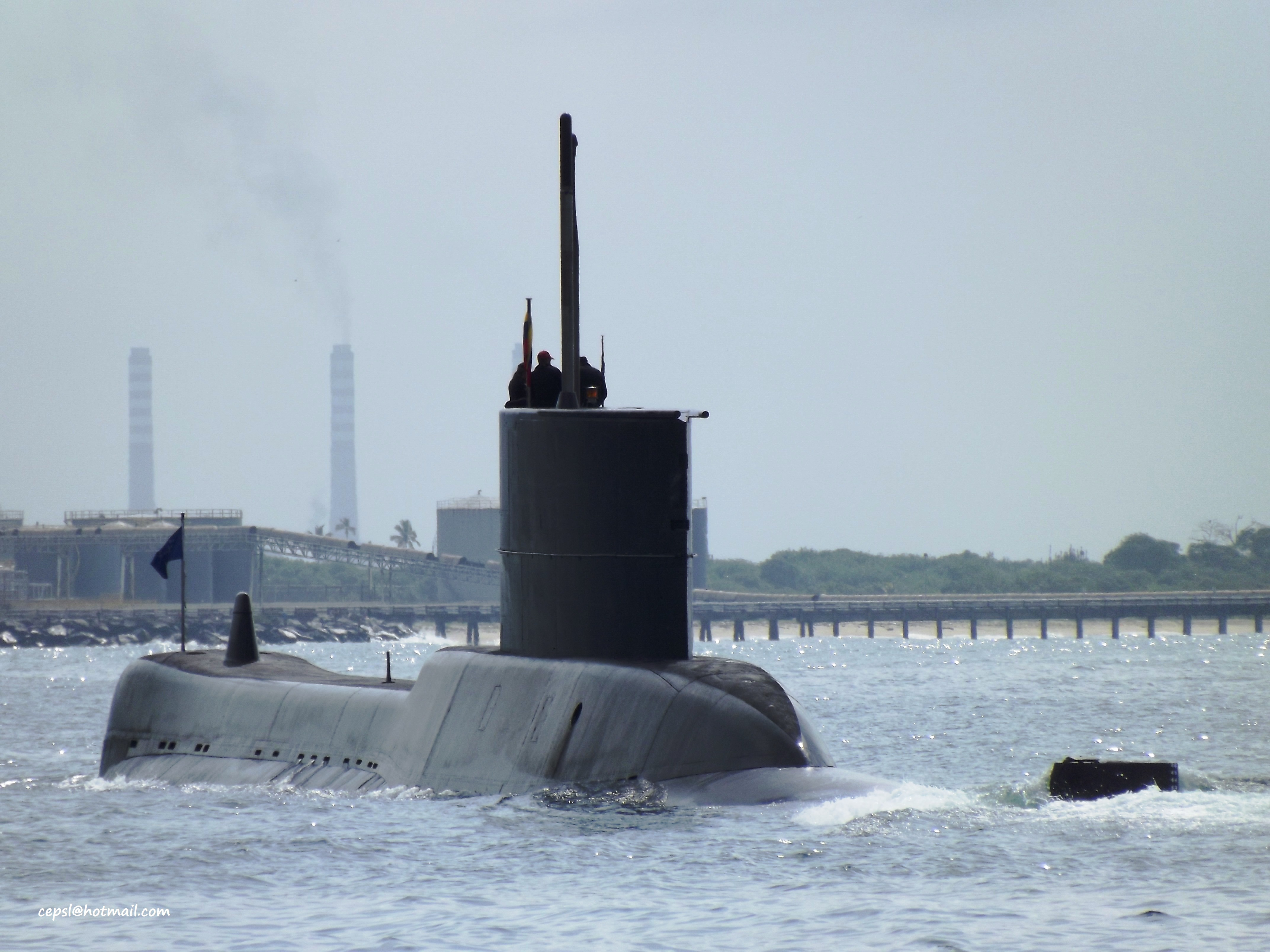
S-31 Sábalo

Autonomía (superficie): 10 000 millas náuticas @ 10 nudos
Autonomía (snorkel): 8000 millas náuticas @ 10 nudos
Autonomía (sumergido): 400 millas náuticas @ 4 nudos
Autonomía en días: 50 días
Profundidad máxima: 300 m
Armamento: 8 tubos lanzatorpedos de 553 mm, 14 torpedos, posibilidad de integración del misil Sub-Harpoon
Tripulación: 33

### Tipo 209/1400
Desplazamiento (sumergidos): 1440 t
Dimensiones: 61,2 x 6,25 x 5,5 metros
Propulsión: Diésel-eléctrica, 4 motores diésel, 1 eje, 5000 CV
Velocidad (superficie): 11 nudos
Velocidad (sumergido): 21,5 nudos
Autonomía (superficie): 10 000 millas náuticas @ 10 nudos
Autonomía (snorkel): 8000 millas náuticas @ 10 nudos
Autonomía (sumergido): 400 millas náuticas @ 4 nudos
Autonomía en días: 50 días
Profundidad máxima: 300 m
Armamento: 8 tubos lanzatorpedos de 553 mm, 14 torpedos, posibilidad de integración del misil Sub-Harpoon
Tripulación: 30

### Tipo 209/1500
Desplazamiento (sumergidos): 1810 t
Dimensiones: 64,4 x 6,5 x 6,2 metros
Propulsión: Diésel-eléctrica, 4 motores diésel, 1 eje, 6100 CV
Velocidad (superficie): 11.5 nudos
Velocidad (sumergido): 22,5 nudos
Autonomía (superficie): 10 000 millas náuticas @ 10 nudos
Autonomía (snorkel): 8000 millas náuticas @ 10 nudos
Autonomía (sumergido): 400 millas náuticas @ 4 nudos
Autonomía en días: 50 días
Profundidad máxima: 300 m
Armamento: 8 tubos lanzatorpedos de 553 mm, 14 torpedos, posibilidad de integración del misil Sub-Harpoon
Tripulación: 36

## Usuarios
Armada Argentina-Fuerza de Submarinos-Clase Salta
| Tipo | Designación | Nombre              | Asignado                          |
| ---- | ----------- | ------------------- | --------------------------------- |
| 1200 | S-31        | ARA Salta (S-31)    | 1974 sin capacidad de sumergirse. |
| 1200 | S-32        | ARA San Luis (S-32) | 1974-1997 dado de baja            |

 Brasil - Clases Tupi y Tikuna
| Tipo    | Designación | Nombre  | Comisionado en |
| ------- | ----------- | ------- | -------------- |
| 1400    | S 30        | Tupi    | 1989           |
| 1400    | S 31        | Tamoio  | 1994           |
| 1400    | S 32        | Timbira | 1996           |
| 1400    | S 33        | Tapajó  | 1999           |
| 1400Mod | S 34        | Tikuna  | 2005           |

 Armada de Chile - Clase Thompson
| Tipo | Designación | Nombre             | Comisionado en |
| ---- | ----------- | ------------------ | -------------- |
| 1400 | SS-20       | Comandante Thomson | 1984           |
| 1400 | SS-21       | Capitán Simpson    | 1984           |

 Armada de Colombia - Clase Pijao
| Tipo | Designación | Nombre  | Comisionado en |
| ---- | ----------- | ------- | -------------- |
| 1200 | S028        | Pijao   | 1975           |
| 1200 | S029        | Tayrona | 1975           |

 Armada de Ecuador - Clase Shyri
| Tipo | Designación | Nombre                   | Comisionado en |
| ---- | ----------- | ------------------------ | -------------- |
| 1300 | S101        | BAE Shyri (SS-101)       | 1977           |
| 1300 | S102        | BAE Huancavilca (SS-102) | 1978           |

 Egipto
| Tipo | Designación | Nombre | Comisionado en              |
| ---- | ----------- | ------ | --------------------------- |
| 1400 |             |        | Botado en diciembre de 2015 |
| 1400 |             |        |                             |
| 1400 |             |        |                             |
| 1400 |             |        |                             |

 Grecia - Clase Glavkos y Poseidon
| Tipo | Designación | Nombre    | Comisionado en |
| ---- | ----------- | --------- | -------------- |
| 1100 | S 110       | Glaukos   | 1971           |
| 1100 | S 111       | Nireus    | 1972           |
| 1100 | S 112       | Triton    | 1972           |
| 1100 | S 113       | Proteus   | 1972           |
| 1200 | S 116       | Poseidon  | 1979           |
| 1200 | S 117       | Amfitriti | 1979           |
| 1200 | S 118       | Okeanos   | 1979           |
| 1200 | S 119       | Pontos    | 1979           |

 India - Clase Shishumar
| Tipo | Designación | Nombre    | Comisionado en |
| ---- | ----------- | --------- | -------------- |
| 1500 | S 44        | Shishumar | 1986           |
| 1500 | S 45        | Shankush  | 1986           |
| 1500 | S 46        | Shalki    | 1992           |
| 1500 | S 47        | Shankul   | 1994           |

 Indonesia - Clase Cakra
| Tipo | Designación | Nombre   | Comisionado en |
| ---- | ----------- | -------- | -------------- |
| 1300 | 401         | Cakra    | 1981           |
| 1300 | 402         | Nanggala | 1981           |

 Marina de Guerra del Perú
| Tipo | Designación | Nombre      | Comisionado en |
| ---- | ----------- | ----------- | -------------- |
| 1100 | SS35        | Islay       | 1975           |
| 1100 | SS36        | Arica       | 1975           |
| 1200 | SS31        | Angamos     | 1980           |
| 1200 | SS32        | Antofagasta | 1980           |
| 1200 | SS33        | Pisagua     | 1982           |
| 1200 | SS34        | Chipana     | 1983           |

 Portugal - Clase Tridente
| Tipo  | Designación | Nombre       | Comisionado en |
| ----- | ----------- | ------------ | -------------- |
| 209PN | S160        | NRP Tridente | 2009           |
| 209PN | S161        | NRP Arpão    | 2010           |

 Sudáfrica
| Tipo | Designación | Nombre           | Comisionado en |
| ---- | ----------- | ---------------- | -------------- |
| 1400 | S 101       | Manthatisi       |                |
| 1400 | S 102       | Charlotte Maxeke | 2007           |
| 1400 | S 103       | Queen Modjadji   | 2007           |

 Corea del Sur - Clase Jang Bogo
| Tipo | Designación | Nombre      | Comisionado en |
| ---- | ----------- | ----------- | -------------- |
| 1200 | 061         | Jang Bogo   | 1993           |
| 1200 | 062         | Lee Chun    | 1994           |
| 1200 | 063         | Choi Museon | 1996           |
| 1200 | 065         | Park Wi     | 1996           |
| 1200 | 066         | Lee Jongmu  | 1996           |
| 1200 | 067         | Jeong Un    | 1998           |
| 1200 | 068         | Lee Sunsin  | 2000           |
| 1200 | 069         | Na Daeyong  | 2000           |
| 1200 | 070         | Lee Eokgi   | 2001           |

 Turquía - Clases Atilay, Preveze y Gür
| Tipo    | Designación | Nombre        | Comisionado en |
| ------- | ----------- | ------------- | -------------- |
| 1200    | S 347       | Atilay        | 1976           |
| 1200    | S 348       | Saldiray      | 1977           |
| 1200    | S 349       | Batiray       | 1978           |
| 1200    | S 350       | Yildiray      | 1981           |
| 1200    | S 351       | Doganay       | 1984           |
| 1200    | S 352       | Dolunay       | 1989           |
| T1.1400 | S 353       | Preveze       | 1994           |
| T1.1400 | S 354       | Sakarya       | 1995           |
| T1.1400 | S 355       | 18 Mart       | 1998           |
| T1.1400 | S 356       | Anafartalar   | 1999           |
| T2.1400 | S 357       | Gür           | 2005           |
| T2.1400 | S 358       | Canakkale     | 2005           |
| T2.1400 | S 359       | Burak Reis    | 2005           |
| T2.1400 | S 360       | Birinci Inönü | 2006           |

 Armada de la República Bolivariana de Venezuela - Clase Sabalo
| Tipo | Designación | Nombre | Comisionado en |
| ---- | ----------- | ------ | -------------- |
| 1300 | S 31        | Sabalo | 1976           |
| 1300 | S 32        | Caribe | 1977           |